# Crossodactylus schmidti
Crossodactylus schmidti és una espècie de granota que viu a l'Argentina, el Brasil i el Paraguai.
Està amenaçada d'extinció per la pèrdua de l'hàbitat natural.